# Wittenbergplatz

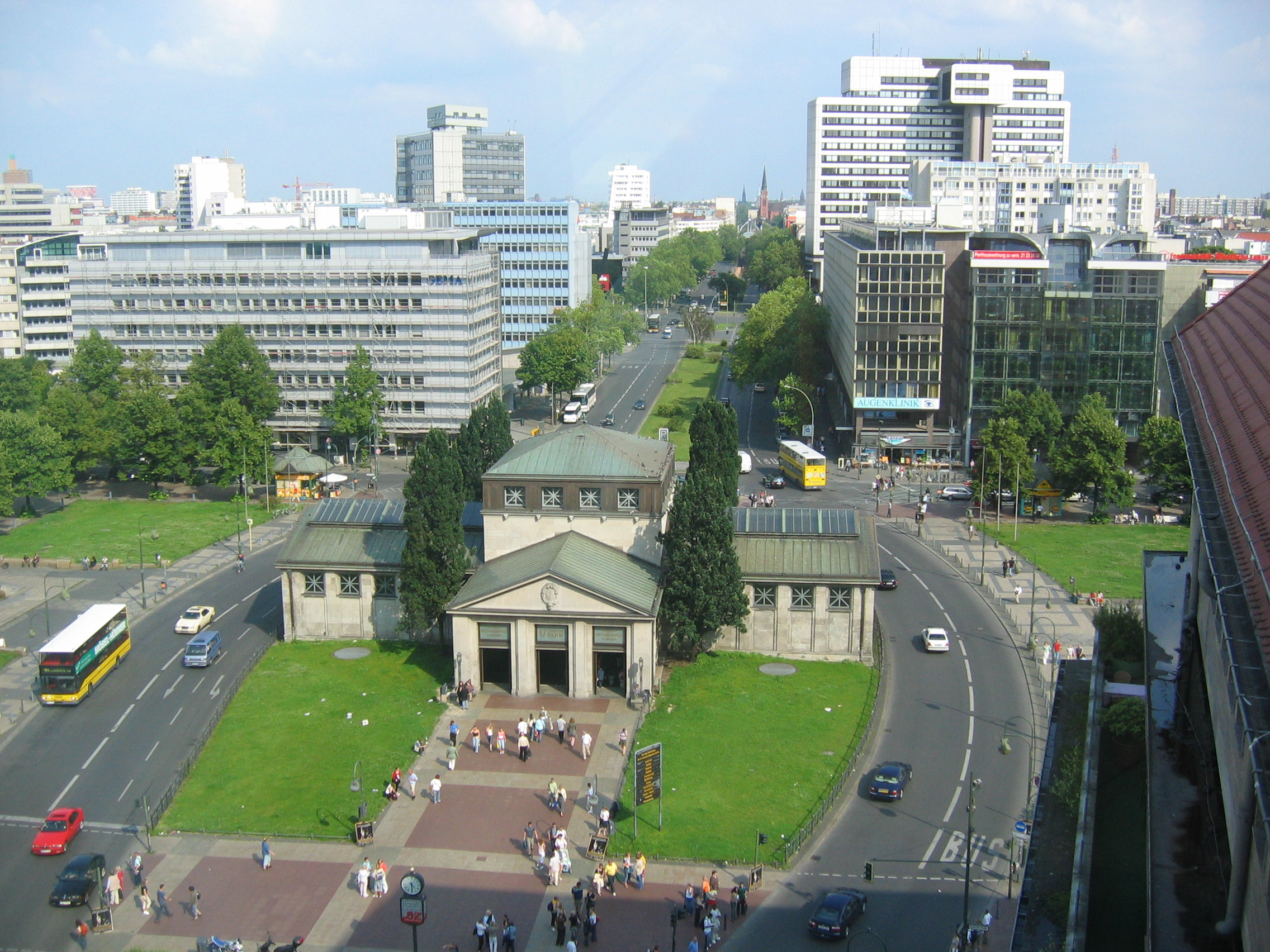
Wittenbergplatz vista do topo do KaDeWe

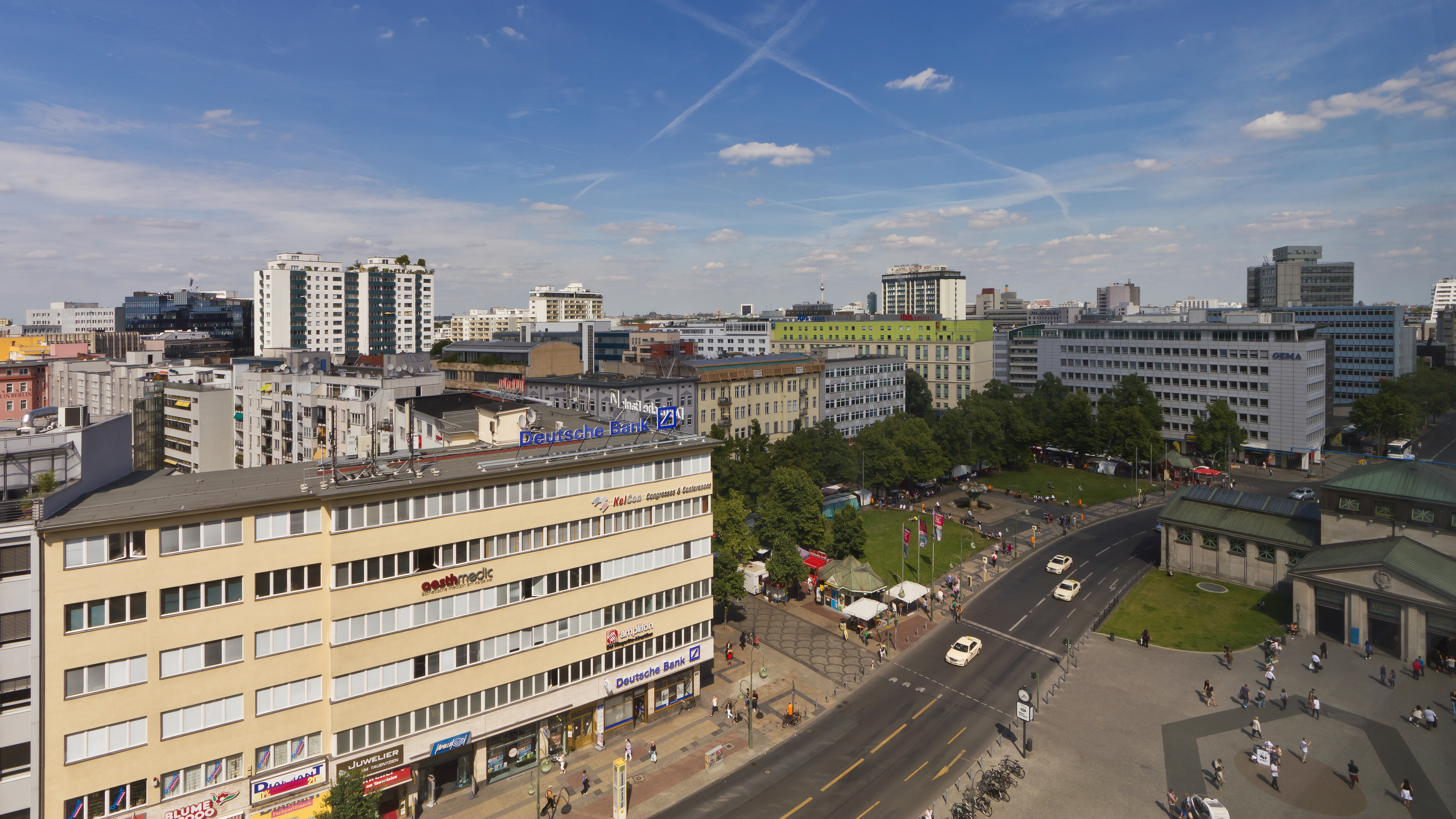
Wittenbergplatz em 2014

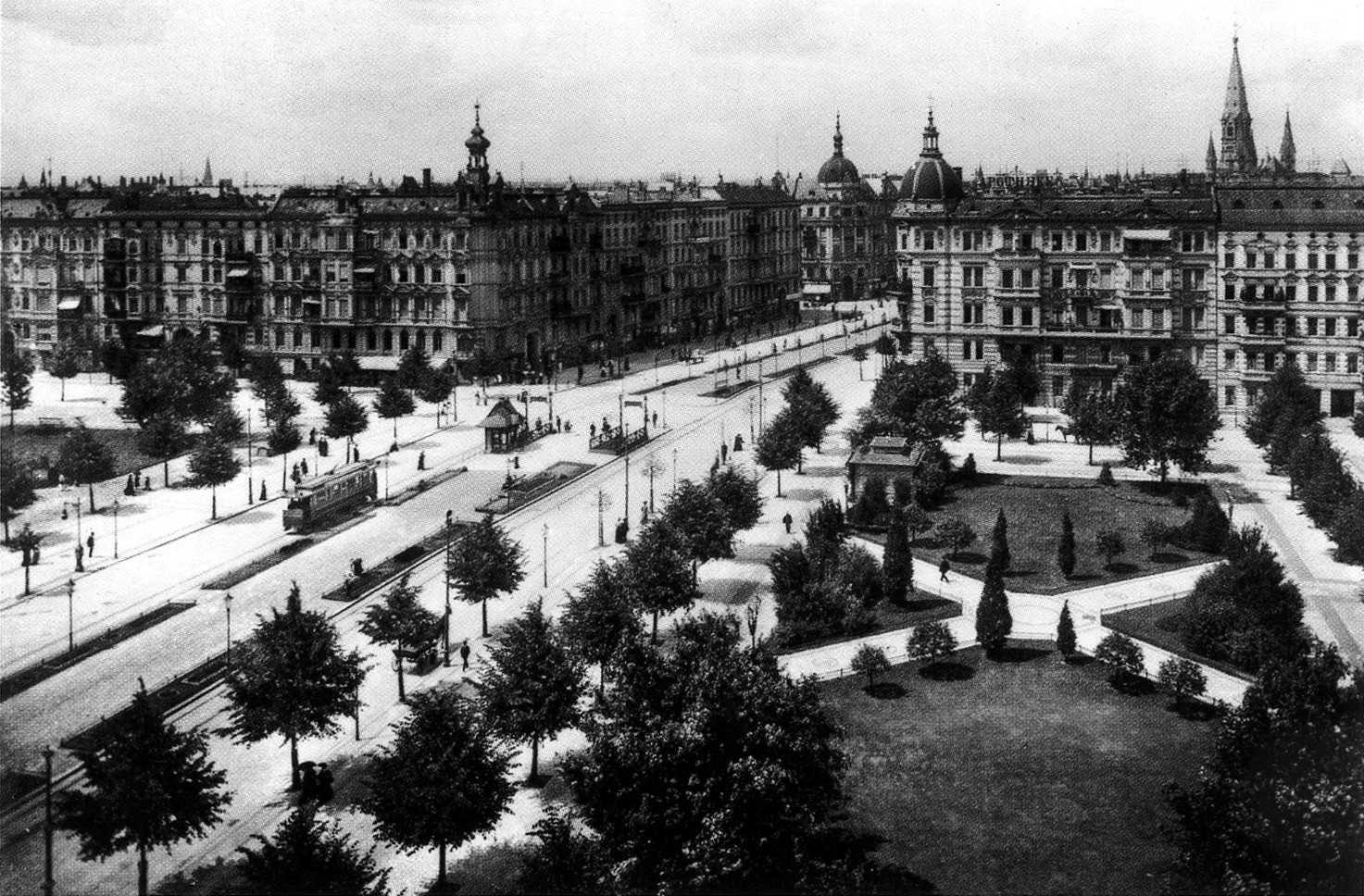
A Wittenbergplatz em 1904

Wittenbergplatz é uma praça no distrito central de Schöneberg, Berlim, Alemanha. Uma das principais praças da área "Cidade Oeste", é conhecida pela grande loja de departamentos Kaufhaus des Westens (KaDeWe) no seu lado sudoeste.
Foi construída entre 1889 e 1892 no decurso do desenvolvimento urbano nos subúrbios ocidentais do Anel Wilhelmine de Berlim, de acordo com o Plano Hobrecht. A praça era então parte de uma grande avenida que corre de Kreuzberg a Charlottenburg com numerosas secções nomeadas pelos comandantes vitoriosos na Campanha alemã durante as Guerras Napoleónicas, chamadas coloquialmente Generalszug. A secção mais ocidental foi designada como Tauentzienstraße em homenagem ao general Bogislav von Tauentzien, que recebeu o título honorífico de von Wittenberg após o assalto à cidade de Wittenberg, ocupada pelos franceses, em 14 de fevereiro de 1814 (embora o tenente-general Leopold Wilhelm von Dobschütz tenha liderado as tropas prussianas). Portanto, a praça adjacente obteve o nome Wittenbergplatz.
Desde então, o quadrado forma o terminal oriental da Tauentzienstraße, hoje uma importante rua comercial, conectando-a com Breitscheidplatz no oeste. Em 1902, a estação Wittenbergplatz abriu na primeira linha U-Bahn de Berlim (Stammstrecke); dez anos depois, foi reconstruído, incluindo um impressionante hall de entrada no centro da praça, desenhado por Alfred Grenander. A loja de departamentos KaDeWe abriu em 1907 na esquina da Wittenbergplatz e Tauentzienstraße, é hoje a maior loja de departamentos da Europa Continental. O lado norte da praça é lar de mercados de rua quatro vezes por semana. O lado sul da praça possui a fonte Lebensalter